# Der Hooligan
Der Hooligan (Originaltitel: Kibic) ist eine polnische Dramaserie, die am 29. Januar 2025 weltweit auf Netflix veröffentlicht wurde.

## Inhalt
Die Serie folgt dem 17-jährigen Kuba, der in einer von Fußballrivalitäten geprägten Umgebung aufwächst. Nachdem sein Vater Michał aus dem Gefängnis entlassen wird, gerät Kuba zunehmend in den Einflussbereich der Hooligan-Gruppe seines Vaters. Trotz der Warnungen seiner Mutter Justyna und seiner Freundin Blanka wird Kuba tiefer in kriminelle Machenschaften verwickelt. Die Situation eskaliert, als Kuba und Blanka versuchen, sich durch einen riskanten Plan aus der Szene zu befreien, was tragische Konsequenzen nach sich zieht.

## Produktion
Der Hooligan wurde von Klaudiusz Kuś geschrieben und von Łukasz Palkowski inszeniert. Die Musik komponierte Przemysław Jankowiak. Für den Schnitt war Nikodem Chabior verantwortlich. Sie umfasst eine Staffel mit fünf Episoden. Die Serie wurde am 29. Januar 2025 auf der Streaming-Plattform Netflix veröffentlicht.

## Besetzung und Synchronisation
Die deutschsprachige Synchronisation entstand nach den Dialogbüchern von Anna Ewelina und Daniel Daehne sowie unter der Dialogregie von Daniel Daehne durch die Synchronfirma FFS Film- & Fernseh-Synchron GmbH.
| Rolle                 | Schauspieler              | Synchronsprecher    |
| --------------------- | ------------------------- | ------------------- |
| Kuba Wójcik           | Grzegorz Palkowski        | Mio Lechenmayr      |
| Blanka Mazur          | Mila Jankowska            | Leslie-Vanessa Lill |
| Michał Wójcik 'Kocur' | Karol Pocheć              | Frank Schaff        |
| Justyna Wójcik        | Marta Żmuda Trzebiatowska | Stephanie Kellner   |
| Tomasz Galicki 'Zyga' | Wojciech Zieliński        | Markus Pfeiffer     |
| Beka                  | Michał Filipiak           | Julian Bayer        |